# Nihon Aisuhokkē Renmei
Der Nihon Aisuhokkē Renmei (jap. 日本アイスホッケー連盟, deutsch Japanischer Eishockeyverband, englisch Japan Ice Hockey Federation, kurz: JIHF) ist der Dachverband des Eishockeys in Japan und seit dem 26. Januar 1930 Vollmitglied der Ligue internationale de hockey sur glace – LIHG. Nach dem Zweiten Weltkrieg wurde Japan ausgeschlossen und 1951 auf dem Pariser Kongress der LIHG wieder aufgenommen.

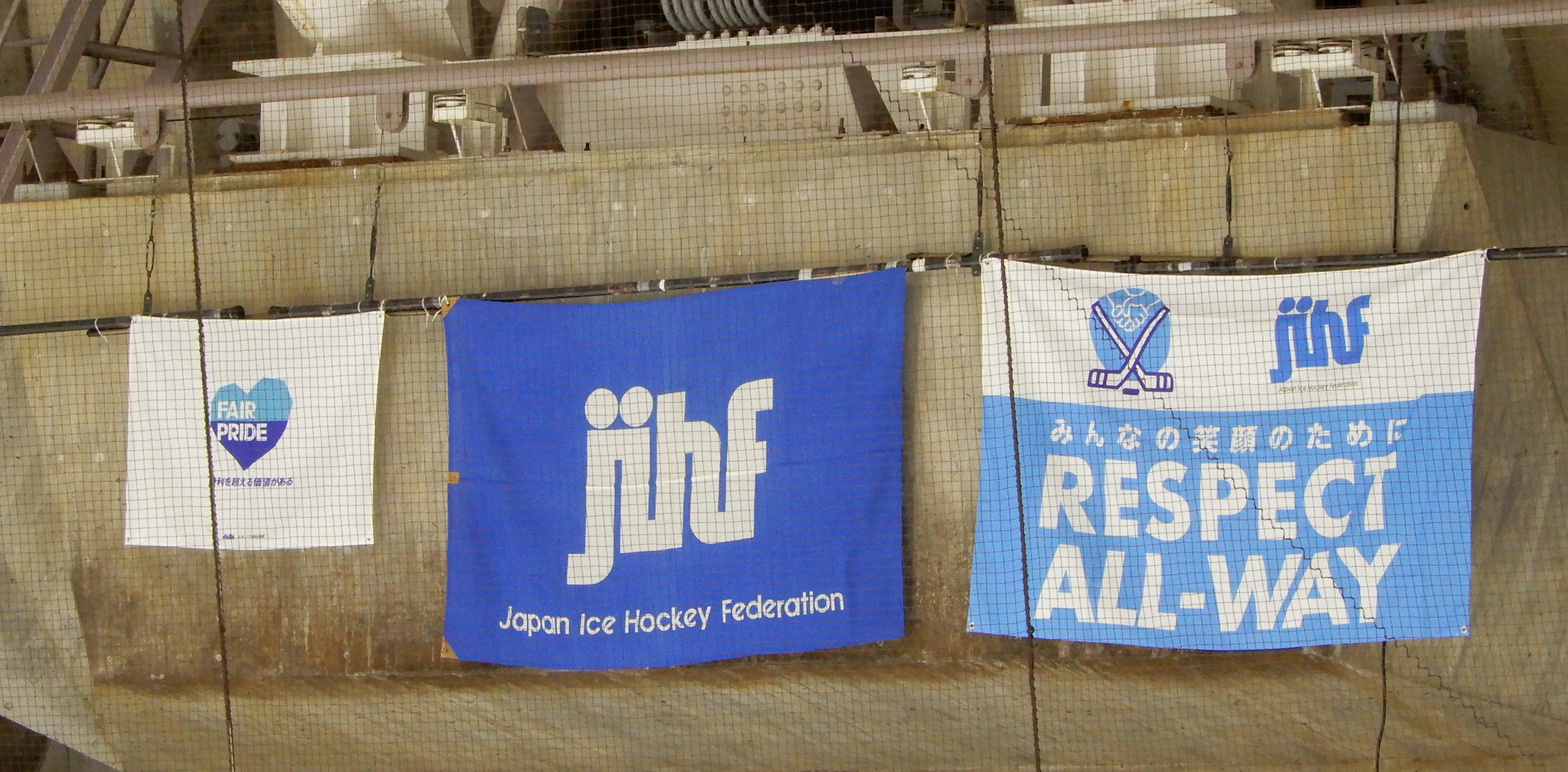

## Nationalmannschaften
Der Verband unterhält zurzeit sowohl eine Herren- als auch eine Damen-Nationalmannschaft sowie Juniorenteams. Bei der 2008 IIHF World Championship, Division I, Gruppe B (Men), die vom 13. – 19. April 2008 in Sapporo ausgetragen wurde, gewann Gastgeber Japan hinter Ungarn und der Ukraine die Bronze-Medaille. Die japanische Nationalmannschaft mit Head-Coach Mark Mahon belegte nach den Weltmeisterschaften 2008 den 22. Rang der IIHF-Weltrangliste. Die Damen lagen zum selben Zeitpunkt auf dem neunten Platz.
Insgesamt üben 20.731 Japaner den Eishockeysport unter der Führung des Verbandes aus, davon sind 14.679 Männer, 3.200 Frauen und 6.052 Juniorenspieler. Außerdem gehören 861 Schiedsrichter zum Verband. Der japanische Verband betreibt zusammen mit anderen ostasiatischen Landesverbänden die Asia League Ice Hockey.

## Turniere
Folgende Turniere wurden bisher vom Japanischen Verband durchgeführt:
- B-Weltmeisterschaft der U20-Junioren 1988
- Weltmeisterschaft der Frauen 2007, Division I